# ヴァーツラフ1世 (ボヘミア公)
ヴァーツラフ1世（Václav I., 907年頃 - 935年9月28日）は、ボヘミア公（在位：921年 - 935年）である。プシェミスル朝の実質的な始祖ボジヴォイ1世の孫で4代目。ボヘミアのキリスト教化を推進したが反対派に暗殺された。チェコ共和国、ボヘミア、モラヴィア、プラハ、クラクフのヴァヴェル城大聖堂の守護聖人聖ヴァーツラフとして知られる。カトリック教会と東方正教会の聖人。

## 生涯
ヴァーツラフ1世は、907年頃にプラハ近郊のストホフで生まれた。ヴラチスラフ1世と妃ドラミホーラの息子である。祖母聖ルドミラによって信仰篤いキリスト教徒として育てられる。ヴラチスラフ1世の死後に摂政を務めていたドラミホーラと政治方針を巡り対立していたルドミラは、ドラミホーラと従来の政策に反感を持つ貴族達によって殺害された。ドラミホーラもまもなく貴族の離反にあって権力を失い、924年ないし925年、成人したヴァーツラフ1世は実権を掌握した。
ヴァーツラフ1世は母を追放し（後に帰参）、聖ヴィート大聖堂の始まりとなる聖堂を建造、宣教師をドイツから招くなど、キリスト教化を進める政策を採った。外交政策としては東フランク王国（及び後の神聖ローマ帝国）の宗主権を認め、ボヘミアは西ヨーロッパ世界の一員となった。これによりプシェミスル朝は西からの軍事圧力を緩和し、キリスト教布教の援助を得て国内支配の強化を進めることができた。
しかし、この政治方針を良しとしない勢力は依然として存在し、彼らはヴァーツラフ1世の弟ボレスラフを立ててクーデターを計画した。935年、ボレスラフは城にヴァーツラフ1世を招き、礼拝のために教会に入ったところを暗殺者に殺害させた。伝承によれば、教会内で殺害されたという。

## 民族の英雄として
ヴァーツラフ1世の遺物は自身が建立した聖ヴィート大聖堂に安置され、人々の崇敬を集めるようになった。彼を讃える詩や歌が古くから語り継がれており、そのなかでヴァーツラフ1世は真のキリスト者にして理想の騎士とされる。ヴァーツラフ1世は国と民族を守った英雄としても語られるようになった。カレル1世（神聖ローマ皇帝カール4世）の時、ボヘミアの王冠を新しく作って聖ヴァーツラフの王冠（ヴェンツェル王冠）とし、自らをヴァーツラフの後継者と人々に印象付けようとした。
ヴァーツラフ1世の伝説は中世から伝わる。それによれば、ヴァーツラフ1世は民族の危機のときには蘇って、眠っている彼の騎士たちを呼び起こして彼らとともに外敵を打ち破って民族を守るという。19世紀、民族主義が盛んになって以降、ヴァーツラフ1世の伝説を題材とした小説や詩が大量に作られた。
近代に入ると、ヴァーツラフ1世はよりいっそう民族主義の英雄として取り上げられ、ヴァーツラフ広場に像が立てられた。この広場は以後チェコ近代史に欠かせない存在となった。チェコ全土にヴァーツラフ1世や彼にまつわる像、絵画は数知れずある。また政治家の演説、文芸の題材にも盛んに登場しており、とくに独立時や、逆に併合時にはヴァーツラフ1世の名が連呼されたといっていい。現在チェコでは命日である9月28日は祝日となっている。